# Mimosopsis pringlei
Mimosopsis pringlei là một loài thực vật có hoa trong họ Đậu. Loài này được (S. Watson) Britton & Rose mô tả khoa học đầu tiên năm 1928.